# Gaston Marquet
Pour les articles homonymes, voir Marquet.
Gaston Charles Marquet né le 25 juillet 1848 à Paris, ville où il est mort le 18 décembre 1923, est un peintre français.

## Biographie
Né le 25 juillet 1848 à Paris, Gaston Marquet est admis aux Beaux-Arts de Paris en octobre 1868 dans la classe de Paul Bénard (1834-1886). Il expose pour la première fois au Salon en 1875, montrant une peinture intitulée Une plage du Pas-de-Calais ; son adresse parisienne mentionne alors le 35, rue Rochechouart. Par la suite, il est régulièrement présent au Salon, de 1878 à 1902, devenant entre temps sociétaire du Salon des artistes français. Ses maîtres sont Émile Bin, William-Adolphe Bouguereau, Gaston Boulanger et Tony Robert-Fleury.
En 1880, les directeurs de la société néerlandaise, dénommée Société du Panorama, J. Hartsen et Léon Wertheim, commandent à Jules-Arsène Garnier le Panorama de la  Bataille de  Montretout, qui mesure 40 mètres de circonférence ; pour cela, Garnier recrute des proches et des anciens élèves de Tony Robert-Fleury, à savoir Édouard Debat-Ponsan, Henry-Eugène Delacroix et Gaston Marquet. Le travail est achevé début novembre 1881 et inauguré le 11 à Amsterdam. En décembre suivant, cette même société commande un nouveau panorama à la même équipe de peintres : le Panorama de Constantinople qui doit figurer à l'Exposition coloniale internationale de 1883 à Amsterdam. Gaston Marquet s'installe avec ses collègues dans le village de Klampenborg, près de Copenhague, pour produire la toile, qui est livrée le 13 mai 1883.
Vers 1899, Gaston Marquet expérimente la pyrogravure et produit des motifs à partir de bois brûlés et colorés. Il les expose au Salon des artistes français entre 1899 et 1902. Certaines de ces pièces reçoivent un bel accueil dans la presse.
Outre sa participation à deux panoramas, Gaston Marquet produisit principalement des peintures, parmi lesquelles on compte de nombreux portraits dont des représentations d'enfants, ainsi que des paysages normands, des scènes de genre et quelques scènes religieuses. Au tournant du siècle, il cherche visiblement à s'orienter vers la production d'objets décoratifs.
Lors du salon des artistes de 1902, il habite  au no 16, avenue Niel.
Il meurt le 18 décembre 1923 en son domicile, au no 28, rue Washington  dans le 8e arrondissement de Paris, et, est inhumé au cimetière de Montmartre (28e division).   
Il est membre de la société amicale La Marmite.

## Œuvres dans les collections publiques

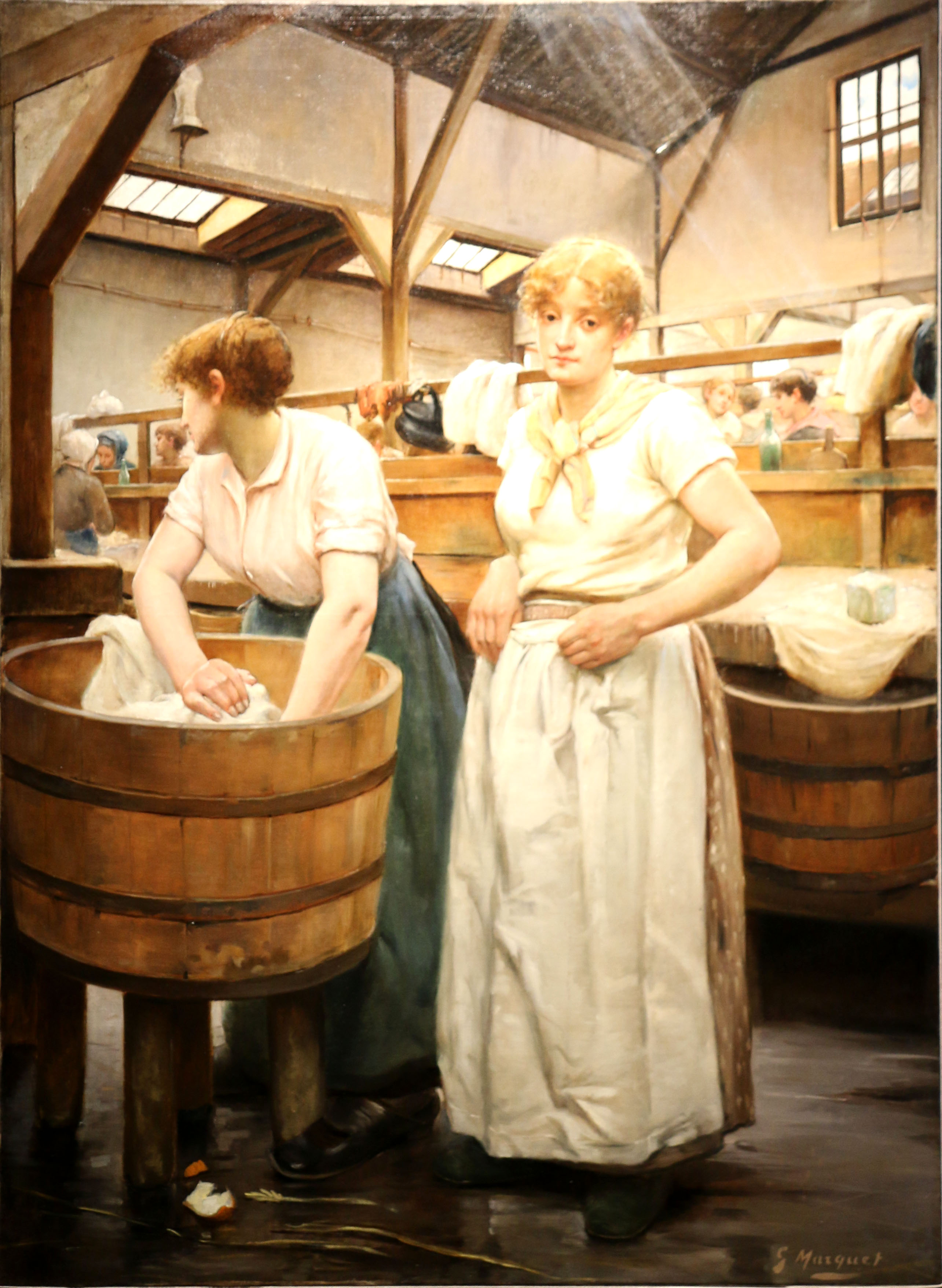
Lavoir Saint-Pierre, à Montmartre (1881), huile sur toile, Sète, musée Paul Valéry.

- Compiègne, palais de Compiègne : Portrait charge d'Eugène Rouher, lavis et mine de plomb, 30,7 × 53,3 cm[10].
- La Défense, Centre national des arts plastiques : La Source, vers 1906, huile sur toile.
- Paris, musée des Arts décoratifs : Salomé, 1910, panneau décoratif en pyrogravure.
- Sète, musée Paul Valéry : Lavoir Saint-Pierre, à Montmartre, 1881, huile sur toile, 130 × 97 cm[11].